# هیئی ۸۵۷۹
سیارک ۸۵۷۹ (به انگلیسی: 8579 Hieizan، نامگذاری:1996XV19) هشت هزار و پانصد و هفتاد و نهمین سیارک کشف شده‌است که در ۱۱ دسامبر ۱۹۹۶ کشف شد.
قدر مطلق سیارک برابر ۲۵.۷ است.